# 鑽頭

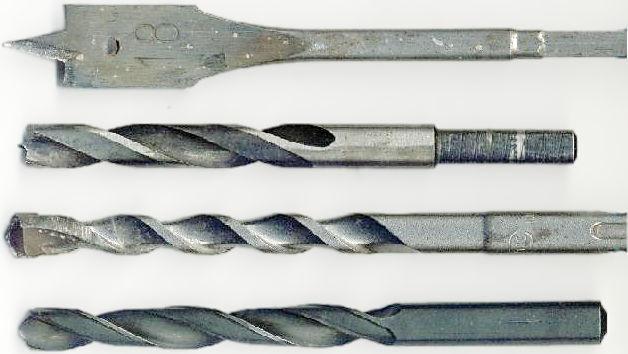
扁钻、水泥钻和麻花钻

鑽頭，或稱鑽尾，是一种切削工具，可以通过旋转运动，去除材料从而產生孔。鑽頭具有許多尺寸和形狀，已经标准化（分公制和英制），其橫截面幾乎總是圓形，不过某些專用鑽頭可以產生非圓形橫截面的孔。

## 形状尺寸
| 工件材料 | 刀刃角       | 螺旋角     | 尖端角     |
| 鋁       | 90° ～ 135°  | 32° ～ 48° | 12° ～ 26° |
| 黃銅     | 90° ～ 118°  | 0° ～ 20°  | 12° ～ 26° |
| 鑄鐵     | 90° ～ 118°  | 24° ～ 32° | 7°～ 20°   |
| 軟鋼     | 118° ～ 135° | 24° ～ 32° | 7° ～ 24°  |
| 不銹鋼   | 118° ～ 135° | 24° ～ 32° | 7° ～ 24°  |
| 塑料     | 60° ～ 90°   | 0° ～ 20°  | 12° ～ 26° |
| -------- | ------------ | ---------- | ---------- |

## 材料涂层
钻头常用的材料有低碳鋼、高碳鋼、高速鋼、鈷鋼、碳化鎢、多晶金剛石等。表面涂层有黑色氧化物、氮化鈦（TiN）、氮化鈦鋁（TiAlN）、碳氮化钛（TiCN）和鑽石粉末等。

## 种类

A.麻花钻 C.铰刀

机械加工的钻头可分为两大类，一类是扁钻、麻花钻、中心钻、深孔钻等钻孔刀具，另一类是扩孔钻、锪钻等扩孔钻头。建筑工程中使用螺旋钻头外径在400至600毫米，长度在12米至8米之间，松散土层使用平底钻头，杂填土层使用耙式钻头，混凝土、条石等障碍物则使用筒式钻头。

### 麻花鑽
麻花鑽頭是目前產量最大的類型。它包括在具有螺旋槽的圓柱形軸的尖端處的切割點，凹槽應用螺旋機制，藉著螺旋曲面繞著旋轉軸做旋轉運動，並將切屑從孔中取出。扭轉鑽頭的直徑從0.002至3.5英寸（0.051至88.900 mm），长度到25.5英寸（650 mm）。

### 階梯鑽頭

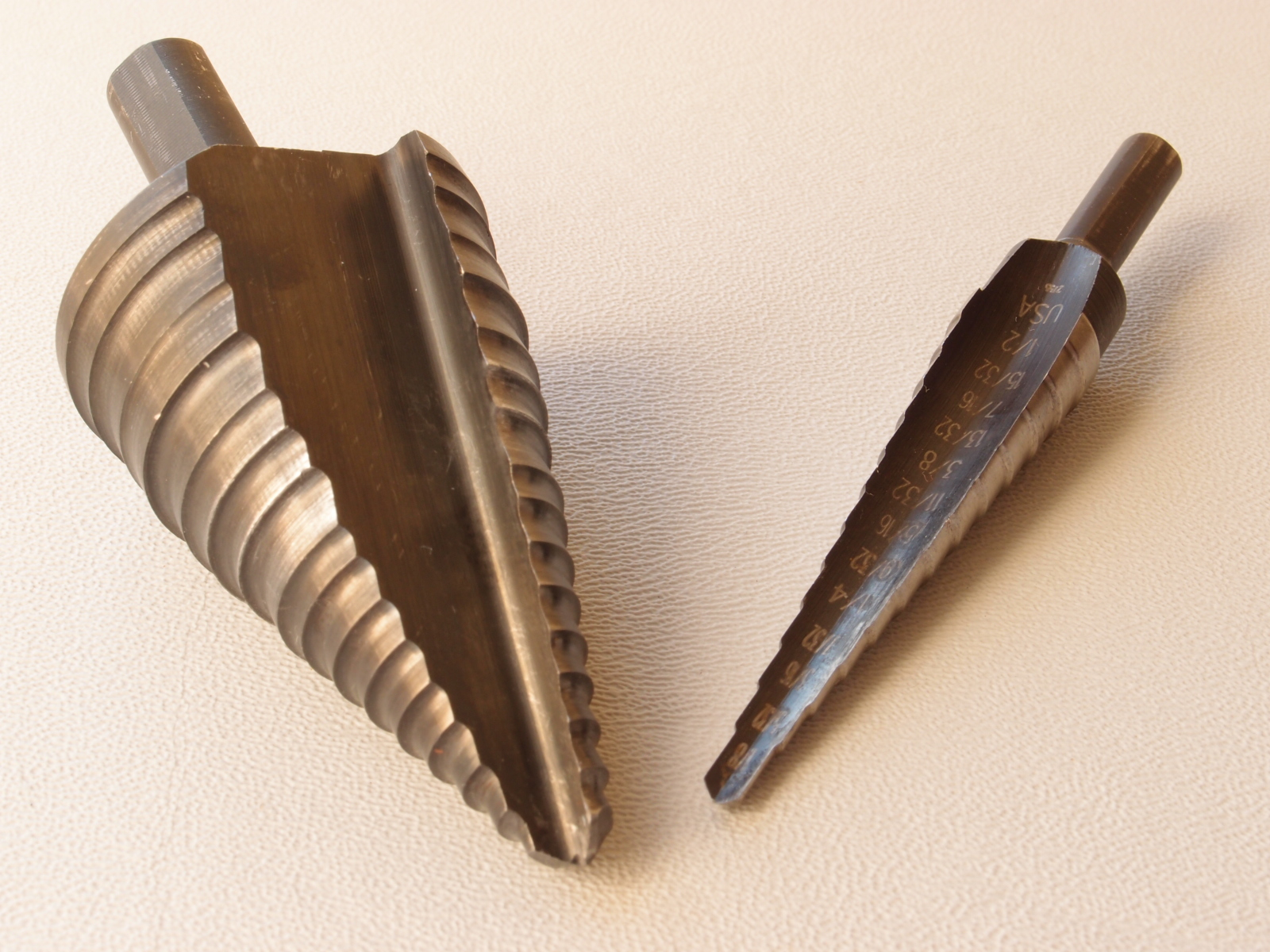
一對階梯鑽頭

階梯鑽頭是一個具有樓梯輪廓的錐形的鑽頭，一個鑽頭可以鑽出檯面上所需的整個孔範圍，加速固定裝置的安裝。每個直徑之間的過渡是直的，以形成埋頭孔。這種風格的優點是兩種直徑具有相同的槽紋特性，當在較軟的材料（例如鋁）中鑽孔時防止鑽頭阻塞；相比之下，具有滑入套環的鑽頭不具有相同的益處。 大多數這些位是為每個應用程序定制的，這使得它們更昂貴。
階梯鑽頭最常用於較軟的材料，如膠合板，刨花板，幹牆，丙烯酸和層壓板；也可以用在非常薄的金屬板上，但是金屬板往往導致鑽頭過早磨損和鈍化。

### 引用
1. ↑  【鑽尾】相關熱門商品丨特力屋＋HOLA．特力家購物網
2. ↑  .   [2019-10-31]. （原始内容存档于2020-11-26）.
3. ↑  . Youtube.com.   [2014-05-10]. （原始内容存档于2020-05-10）.
4. ↑  Todd, Robert H.; Allen, Dell K.; Alting, Leo, , Industrial Press Inc.: 43–48, 1994  [2017-03-21], ISBN 0-8311-3049-0, （原始内容存档于2016-12-06）.
5. ↑  王平嶂 2005，第72頁
6. ↑  任继良 2002，第44頁
7. ↑  Oberg et al. 2000，第829,846頁
8. ↑  Oberg et al. 2000，第846頁
9. 1 2  Gillespie, Laroux, , Industrial Press Inc.: 78–79, 2008  [2017-03-21], ISBN 978-0-8311-3318-4, （原始内容存档于2017-03-24）.

### 書目
- Oberg, Erik; Jones, Franklin D.; Horton, Holbrook L.; Ryffel, Henry H.,  26th, New York: Industrial Press Inc., 2000, ISBN 0-8311-2635-3.
- 王平嶂, , 清华大学出版社有限公司, 2005, ISBN 7302103674
- 任继良, , 清华大学出版社有限公司, 2002, ISBN 730205570X

## 外部連結
- Nomenclature